# Marin Rajkow

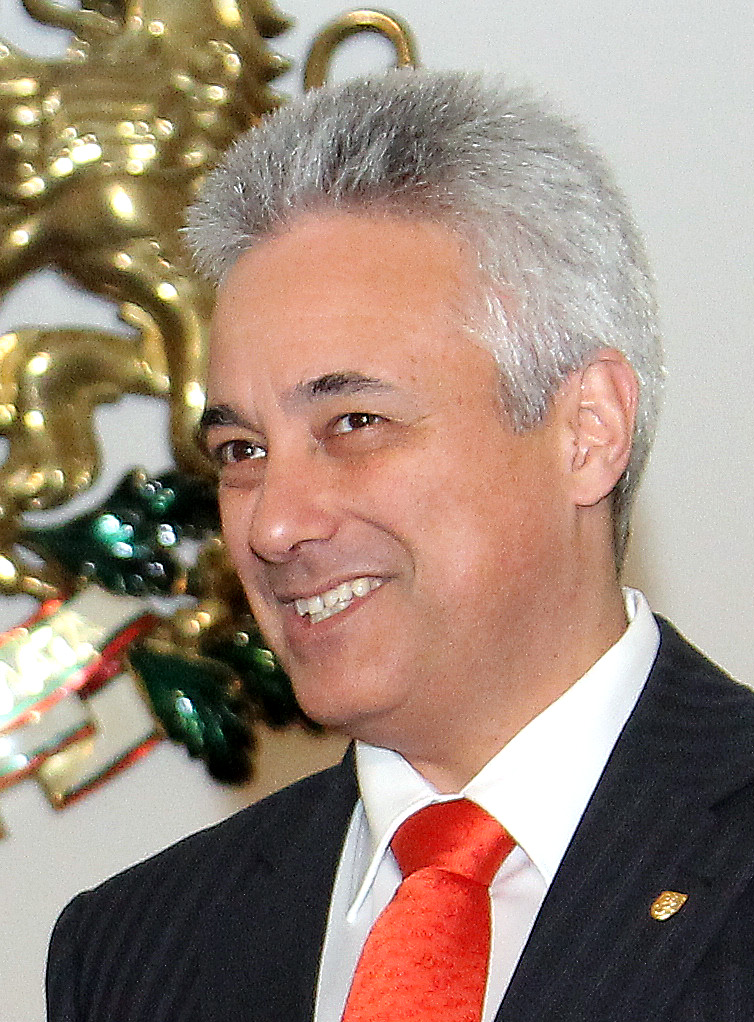
Marin Rajkow

Marin Rajkow Nikolow (auch Marin Raykov Nikolov geschrieben, bulgarisch Марин Райков Николов; * 17. Dezember 1960 in Washington, D.C.) ist ein bulgarischer Politiker, Diplomat und bekleidete vom 13. März bis 29. Mai 2013 interimistisch die Ämter des Ministerpräsidenten sowie Außenministers Bulgariens. Rajkow war bereits Stellvertretender Außenminister in der Regierung von Iwan Kostow (1998–2001) und Bojko Borissow (2009–2010). Von 2001 bis 2009 und von 2010 bis 2013 war er bulgarischer Botschafter in Paris.